# Juridik

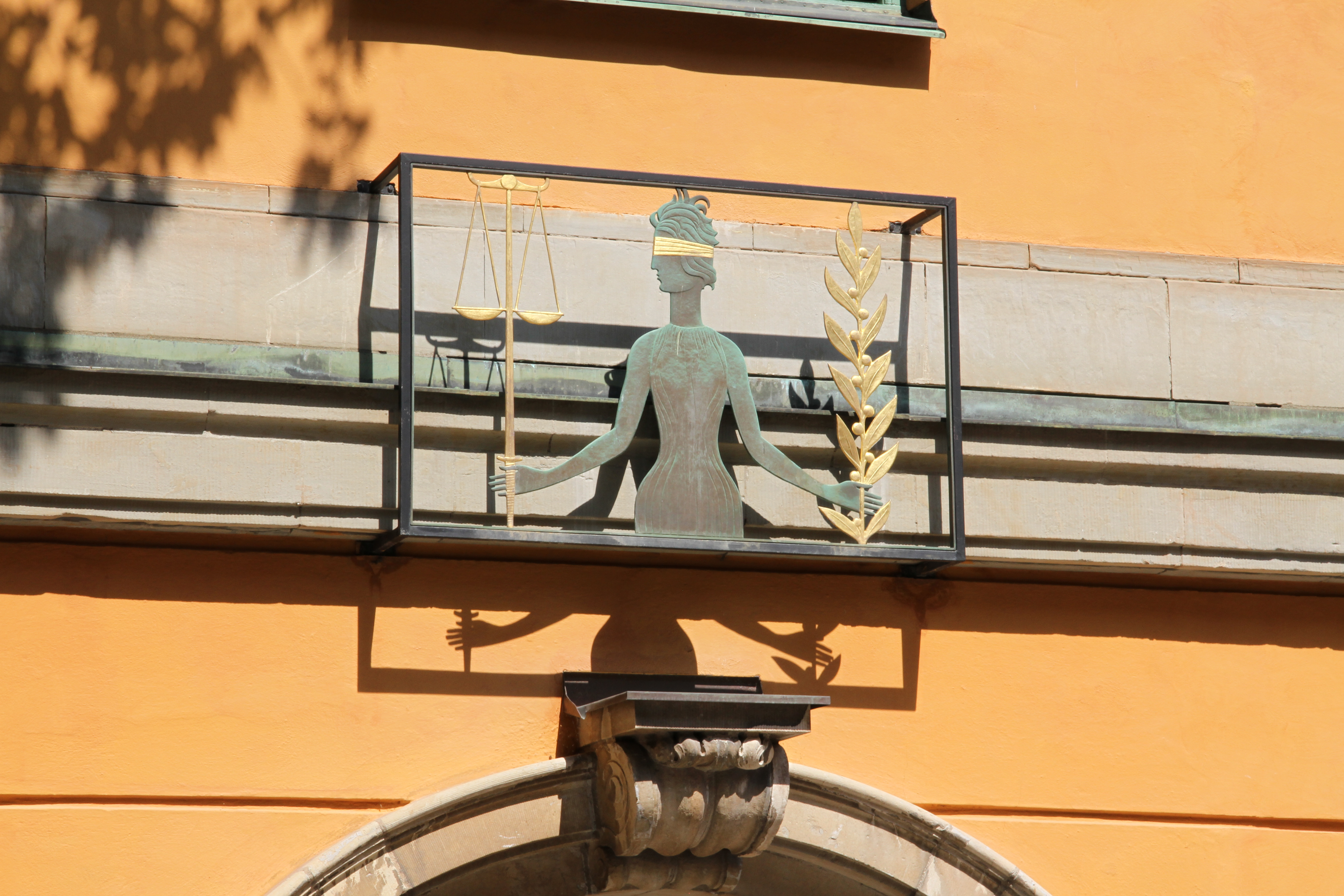
Justitia, den romerska rättvisegudinnan, avbildad på Stockholms rådhus.

Juridik är läran om rättsreglernas tolkning och tillämpning. Det vetenskapliga studiet av juridik kallas rättsvetenskap.
Rätten består av ett flertal rättskällor, såsom statuter (skriven rätt), rättspraxis, förarbeten, doktrin och i vissa fall även sedvänja. Med ett gemensamt namn brukar de olika reglerna kallas normer.

## Rättsområden
Juridiken delas in i olika rättsområden, beroende på vad som regleras. Den offentliga rätten reglerar förhållandet mellan enskilda personer och det allmänna, medan förhållandet mellan privata rättssubjekt regleras genom civilrätten. Gränserna är inte skarpa utan civilrättsliga områden kan ha offentligrättsliga inslag, exempelvis att fastigheter regleras genom offentliga förfaranden, liksom vissa offentligrättsliga områden kan ha civilrättsliga inslag, exempelvis att konkurrensrätten har betydelse för utformningen av civilrättsliga avtal.

### Offentlig rätt
Offentlig rätt är en relativt bred benämning på en rad vitt skilda rättsområden. Kortfattat är offentlig rätt den reglering som berör hur det allmänna ska agera i förhållande till en enskild, eller reglering som styr hur det allmänna ska fungera.
- Folkrätt
- Förvaltningsrätt
- Havsrätt
- Kommunalrätt
- Konkurrensrätt
- Miljörätt
- Processrätt
- Skatterätt
- Socialförsäkringsrätt
- Socialrätt
- Straffrätt
- Statsrätt

### Civilrätt
Förenklat kan civilrätten sägas bestå av de rättsområden som rör förhållandet mellan privata rättssubjekt, oaktat att offentligrättsliga subjekt kan agera på det civilrättsliga planet (t.ex. då kommunen ingår köpeavtal med privata rättssubjekt). Inom civilrätten skiljer man på rätten utifrån två olika perspektiv som kallas obligationsrätt och sakrätt. Civilrättens områden utgörs framför allt av:
- Arbetsrätt
- Associationsrätt
- Avtalsrätt
- Boenderätt
- Ersättningsrätt
- Familjerätt
- Fastighetsrätt
- Fordringsrätt
- Immaterialrätt
- Internationell privaträtt
- Konsumenträtt
- Köprätt
- Sjörätt

Respektive rättsområde är i sin tur indelat i en rad olika undergrupperingar. Sociologin har även ett tvärvetenskapligt område kallat rättssociologi.

## Juridikens institutioner

### Lagstiftaren
Lagar stiftas av riksdagen, normalt efter förslag från regeringen sedan ett utkast till den nya lagen har varit på remiss hos olika myndigheter och organisationer. Med ett något metafysiskt begrepp brukar hela lagstiftningsprocessen sägas vara genomförd av "lagstiftaren", med vilket visserligen i första hand avses riksdagen men också regeringen och i någon mån även övriga remissinstanser.
Stiftandet av en lag sker alltså genom att riksdagen antar en proposition, från sittande regering eller motion, från en eller fler riksdagsledamöter. Detta enligt riksdagsordningen. Lagen trycks sedan i Svensk Författningssamling (SFS) och efter ikraftträdande utgör lagen en rättskälla i form av en statut. Det av propositionen som inte utgör lagtext blir ett lagförarbete. Denna text kan tjäna som tolkningsinstrument och förklaringar till lagtexten.
Förutom lagar består lagstiftningen (den skrivna rätten) av förordningar, vilka meddelas av regeringen, och föreskrifter, vilka meddelas av myndigheter efter bemyndigande från regeringen.
Domstolarna löser tvister genom att tillämpa lag och andra rättskällor, så som prejudikat. En tumregel är att den skrivna rätten gäller men i undantagsfall kan högsta domstolen besluta att delvis eller till och med helt till intet göra den praktiska verkan i en lag skulle domstolen finna att en lag strider mot en stiftad grundlag (inte att förväxla med att riva upp en lag, i Sverige kan ingen domstol ta bort en lag, utan endast göra lagen verkningslös). Det står uttryckligen i regeringsformen 11 kapitlet 14§, under Lagprövning.

### Myndigheter
Lagar styr hur offentliga myndigheter skall sköta sitt arbete, och därigenom hur staten skall förhålla sig till människorna och hur människorna får agera gentemot staten.
Myndigheter kan också utfärda myndighetsföreskrifter efter bemyndigande i lag eller förordning. Myndighetsföreskrifter innehåller oftast råd om hur man ska göra i olika verksamheter för att inte bryta mot lagen.

### Doktrinen
Doktrinen är en rättskälla som innehåller rättsvetenskaplig litteratur. Denna är oftast skriven av rättsvetenskapsmän, men kan även författas av praktiskt verksamma jurister.

## Sverige

### Domstolar
Det svenska domstolssystemet är indelat i tre huvudgrupper: allmänna domstolar, förvaltningsdomstolar och specialdomstolar. Allmän domstol hanterar som regel brottmål, tvistemål, domstolsärenden och konkursmål. Vissa tingsrätter kan även ha i uppgift att avgöra mer specialiserade mål, t.ex. utsökningsmål. Vissa tvistemål, de så kallade dispositiva tvistemålen, kan även, om man är överens om det, avgöras genom skiljedomsförfarande. Förvaltningsdomstolarna hanterar mål av offentligrättslig karaktär där partställningen alltid motsvaras av enskilda mot det allmänna, t.ex. i skattemål och socialförsäkringsmål.

#### Allmänna domstolar
- Tingsrätt
- Hovrätt
- Högsta domstolen

#### Förvaltningsdomstolar
- Förvaltningsrätt
- Kammarrätt
- Högsta förvaltningsdomstolen

Processordningen är att målen skall mängdhanteras i första instans och att de högre instanserna skall utnyttjas som rättssäkerhetsgarantier. I andra instans krävs prövningstillstånd för vissa måltyper. I tredje och högsta instans krävs som regel alltid prövningstillstånd. Högsta domstolens (HD) och Högsta förvaltningsdomstolens utslag är i regel prejudikatbildande. Dessa instanser ägnar sig i huvudsak åt rättsfrågor, i motsats till bevisfrågor, och prövningstillstånd beviljas som regel endast om avgörandet kan leda rättstillämpningen framåt.